# Даррен Дутчишин
Даррен Дутчишин (англ. Darren Dutchyshen; 19 грудня 1966, Реджайна, Саскачеван Канада — 15 травня 2024) — канадський спортивний коментатор українського походження. Ведучий передачі SportsCentre на каналі TSN.

## Біографія
Народився 1966 року у м. Реджайна, Саскачеван та виріс у містечку Порк'юпайн-Плейн. Закінчив Коледж коментаторства Західної академії в Саскатуні.
Після навчання працював на каналах STV та Global Edmonton. З 1995 року працює на TSN. В рамках передчі SportsCentre веде репортажі про Канадську футбольну лігу під час футбольного сезону, коментує хокейні матчі НХЛ. 2010 року працював кореспондентом TSN на Зимових Олімпійських іграх 2010, а 2012 року — на олімпійських іграх у Лондоні.